# Sukhirin (huyện)
Sukhirin (tiếng Thái: สุคิริน) là một huyện (amphoe) ở phía nam của tỉnh Narathiwat, phía nam Thái Lan.

## Lịch sử
Tambon Mamong và Sukhirin đã được tách ra từ Waeng district to create tiểu huyện (King Amphoe) Sukhirin ngày 1 tháng 3 năm 1977. Tiểu huyện was chính thức nâng cấp thành huyện ngày 21 tháng 1 năm 1986.

## Địa lý
Các huyện giáp ranh (từ phía tây bắc theo chiều kim đồng hồ) là: Chanae, Ra-ngae, Su-ngai Padi, Waeng của tỉnh Narathiwat và bang Kelantan của Malaysia.

## Hành chính
Huyện này được chia thành 5 phó huyện (tambon), các đơn vị này lại được chia ra thành 41 làng (muban). Thị trấn (thesaban tambon) Sukhirin nằm trên một phần của the tambon Sukhirin, Mamong và Kia. Có 5 Tổ chức hành chính tambon.
| STT | Tên           | Tên tiếng Thái | Số làng | Dân số |  |
| --- | ------------- | -------------- | ------- | ------ |  |
| 1.  | Mamong        | มาโมง          | 10      | 5618   |  |
| 2.  | Sukhirin      | สุคิริน           | 13      | 5949   |  |
| 3.  | Kia           | เกียร์           | 5       | 3803   |  |
| 4.  | Phukhao Thong | ภูเขาทอง        | 8       | 2445   |  |
| 5.  | Rom Sai       | ร่มไทร          | 5       | 4379   |  |